# 永田恵悟
永田 恵悟（ながた けいご、1972年2月15日 - ）は、山口県出身の元俳優、元演出家。
東京セレソンデラックス、イイジマルーム、青年座映画放送に所属していた。
2016年から映像コンテンツ権利処理機構に連絡のとれない権利者として掲載されている。

## 出演作品

### テレビドラマ
- ドラマW / 交渉人（2003年、WOWOW）
- 星野仙一物語 〜亡き妻へ贈る言葉（2005年、TBS）
- 木曜ドラマ / アタックNo.1（2005年、テレビ朝日）
- 金曜ドラマ（TBS）
  - タイガー&ドラゴン 第3話（2005年） - ディレクター 役
  - スマイル（2009年）
- 金曜プレステージ（フジテレビ）
  - 屋台弁護士1（2005年） - 山下
  - 浅見光彦シリーズ（中村俊輔版）28（2008年） - 南刑事
  - 外科医 鳩村周五郎 第2章5（2009年） - 夏目行雄
  - 奥様は警視総監4（2009年） - 保安員
  - 弁護士 朝吹里矢子（真矢みき版）（2010年） - 刑事
- 土曜ワイド劇場 / 京都南署鑑識ファイル1（2005年、テレビ朝日） - 高坂義男
- 月曜ミステリー劇場→月曜ゴールデン（TBS）
  - 西村京太郎サスペンス 十津川警部シリーズ（渡瀬恒彦版）36（2006年） - 沖野収
  - 森村誠一サスペンスシリーズ6（2006年） - 木下巡査
  - 自治会長 糸井緋芽子 社宅の事件簿8（2007年） - ディレクター
  - 駅弁刑事・神保徳之助1（2007年） - 駒彫り職人
  - 税務調査官・窓際太郎の事件簿18（2009年） - 岸田
  - 内部調査官・水平直の報告書（2011年）
- 相棒（テレビ朝日）
  - （2006年） - 棚橋
  - （2008年） - 将棋会館職員
- 連続テレビ小説 / 純情きらり（2006年、NHK）
- 生物彗星WoO（2006年、NHK） - 雑崎尚人
- DRAMA COMPLEX / 59番目のプロポーズ（2006年、日本テレビ） - 昆虫
- 紅の紋章（2006年、フジテレビ）
- 世にも奇妙な物語（フジテレビ）
  - 世にも奇妙な物語 秋の特別編「鏡子さん」（2006年）
  - 世にも奇妙な物語 秋の特別編「夢の検閲官」（2009年） - 書記官
- 魁!セレソンDX（2006年、テレビ大阪）
- 日曜劇場 / 鉄板少女アカネ!!（2006年、TBS）
- 愛の迷宮（2007年、フジテレビ） - 柏木亮介
- 時々迷々（2009年、NHK Eテレ）
- 大河ドラマ / 龍馬伝（2010年、NHK）
- パナソニック ドラマシアター / ハンチョウ〜神南署安積班〜3（2010年、TBS） - 神南署署員

### 舞台
- 東京セレソンDX「ガッツ・ザ・セレソン〜永田恵悟 笑いと涙の引退興業〜」（2012年）

## 演出作品
- 一番星ブラザーズ「ジャック」（2009年）